# 共孟
赵共孟（?—?），是中国春秋时期晋国赵氏的领袖赵夙之子。前661年（晋献公十六年、鲁闵公元年），赵夙生趙共孟。共孟早死，赵夙死后，共孟的儿子赵衰擔任赵氏的领袖。《史记索隐》引用《系本》认为，赵夙就是赵衰的父亲，没有共孟一代。《左传》称，赵夙就是赵衰的哥哥，不是赵衰的爷爷。
| 前任： 赵夙 | 赵国的祖先 | 繼任： 趙衰 |